# 木漏れ日の風に吹かれ
「木漏れ日の風に吹かれ」（こもれびのかぜにふかれ）は、藤井フミヤの25枚目のシングル。2004年11月10日にソニー・ミュージックアソシエイテッドレコーズからリリースされた。

## 概要
4ヶ月振りのシングル。フジテレビ系「めざましテレビ」"Making of Love Song"のテーマソング。初回盤はレーベルゲートCD2で発売。後年CDｰDAで再発売。初回盤に「2004 DIGITAL POP★STAR FFTVコンサートツアー」のチケット先行予約案内及びステッカーが封入。

## 収録曲
全曲　作詞・作曲：藤井フミヤ、編曲：山内薫
1. 木漏れ日の風に吹かれ（4:30）
2. 君を海へ連れてゆくよ（4:22）